# 托马斯·芬利 (盖尔党)
托马斯·阿洛伊修斯·芬利（英語：Thomas Aloysius Finlay，1893年10月11日—1932年11月22日），是一位爱尔兰盖尔党政治家和资深律师。在他短暂但多样的职业生涯中，他还是地区法院法官和司法部的一名高级官员。他在1930年的补选中被选为都柏林县选区的盖尔党议员。1932年爱尔兰普选中再次当选，但在随后的11月因伤寒去世，享年39岁。他的孩子包括威廉·芬利，曾任爱尔兰银行行长；托马斯·芬利，曾任爱尔兰最高法院首席法官。